# Jarogniewice (województwo wielkopolskie)
Jarogniewice (pol. hist. Jarogniewo) – wieś w Polsce położona w województwie wielkopolskim, w powiecie kościańskim, w gminie Czempiń, przy drodze krajowej nr 5. W odległości ok. 1,5 km na północny zachód od Jarogniewic przepływa Kanał Mosiński.

## Historia
Miejscowość pierwotnie była związana z Wielkopolską. Istnieje co najmniej od drugiej połowy XII wieku i ma średniowieczną metrykę. Po raz pierwszy w źródłach historycznych odnotowana została w łacińskim XV wiecznym rękopisie pod datą 1170. Według historyków weryfikujących źródła rok został zapisany niepoprawnie i powinien być to 1187. W 1218 miejscowość odnotowano jako "Jarognieuiz", 1301 oblatowane w 1522 "Yarognewycz", 1352 "Iarognevo", 1366 (oblatowane w 1608) "Iarognewicze", 1388 "Jarognevicze", 1395 "Iarognewo", 1397 według kopii z 1456 "Jarognyewicze", 1397 "Jarogwice", 1399 "Jergnewicz", "Yarognevicze", 1400 "Jarognewicz", 1401 "Iarogneuice, Jarogneuicze, Jarognyewycze", 1412 "Jarognewicze", 1418 (wg kopii z 1428) "Jarognewice", 1424 "Jarognewycze", 1428 "Gerognew[ice]", 1439 "Jarogneuui", 1439 "Iarogniewice", 1444 "Jaregnewicze", 1502 "Jerugnowice".
Prawdopodobnie okolice miejscowości były zasiedlone jednak już wcześniej niż odnotowały to zachowane zapisy historyczne. W okolicach wsi natrafiono na ślady kultur pogańskich. W wyniku badań archeologicznych odkryto niezidentyfikowaną osadę na wzgórzu na zachód od wsi datowaną szacunkowo na lata ok. 800-1100.
Początkowo wieś była własnością książęcą, a później duchowną czyli należącą do kleru i w końcu szlachecką, należącą do wielkopolskiej szlachty z rodu Jarogniewskich herbu Orla zwanego także Szaszor, którzy od nazwy wsi przyjęli odmiejscowe nazwisko. Później miejscowość była także własnością Sułockich oraz Rydzyńskich. W 1445 miejscowość leżała w powiecie kościańskim województwa poznańskiego w Koronie Królestwa Polskiego. W 1581 leżała w parafii Głuchowo.
Pierwszy zapis związany ze wsią pochodzi z XV wiecznego rękopisu i podaje błędnie 1170 (powinno być 1187) kiedy to książę wielkopolski Mieszko III Stary nadał klasztorowi zakonu joannitów ze św. Jana koło Poznania, na prośbę biskupa poznańskiego Benedykta ufundowany przez siebie w 1170 szpital św. Michała pod Poznaniem wraz z wsiami książęcymi oraz nadanymi wspomnianemu szpitalowi przez wcześniejszego biskupa poznańskiego Radwana dziesięciny stołu biskupiego wraz z wsiami, a w tym m.in. z Jarogniewicami. W 1218 biskup poznański Paweł II zatwierdził te nadania poczynione na rzecz joannitów poznańskich dokonane przez swoich poprzedników, a w tym dziesięciny m.in. z Jarogniewic. W 1417 dokonana została transumacja tego dokumentu.
W latach 1301-1496 wieś należała do Jarogniewskich herbu Orla. W 1352 odnotowany został Jarosław z Jarogniewic, uczestnik w konfederacji Maćka Borkowica szlachty wielkopolskiej. W 1382 wspomniano Janusza Jarogniewskiego, który wraz z rycerstwem Wielkopolskim przyrzekał wierność tej córce króla polskiego Ludwika Węgierskiego, którą król przeznaczy na dziedziczkę Królestwa Polskiego. W 1406 Jerzy Jarogniewski, syn Janusza, wymieniony został w gronie studentów w Krakowie. W 1424 król polski Władysław II Jagiełło oznajmił, że szlachcic Jan Jarogniewski pozostaje na służbie królewskiej i bierze udział w zbrojnej pomocy cesarzowi Zygmuntowi Luksemburskiemu przeciwko husytom w Czechach, wobec czego do czasu jego powrotu, nie należy sądzić jego spraw. W 1431 Jan Jarogniewski herbu Orla oraz Bartosz Wezenborg z Gostynia i Dobrogost Koleński, zebrali lokalnych wieśniaków i mieszczan ziemi dobrzyńskiej wcielając ich do wojska przeciwko Krzyżakom, którzy spustoszyli ziemię kujawską oraz dobrzyńską. Stoczyli oni bitwę pod Dąbkami przeciw zakonowi krzyżackiemu. W 1476 Wojciech Jarogniewski z Jarogniewic wziął udział w wyprawie wojennej króla Węgier Macieja Korwina.
Miejscowość odnotowały również historyczne rejestry podatkowe. W 1530 pobrano podatki z 10 łanów. W 1563 z części Łukasza Rydzyńskiego pobrano z 6 łanów oraz jednej kwarty, a także od karczmy, wiatraka w dzierżawie dorocznej oraz od dwóch komornika. Z części należącej do Wojciecha Rydzyńskiego miał miejsce pobór z jednego łana, a z części Sułockiego od  5 łanów oraz trzech kwart, karczmy i od jednego komornika. W 1581 z części Jana Rydzyńskiego pobrano podatki z 9 i 1/4 łana, wiatraka w dzierżawie dorocznej, od 6 zagrodników, dwóch komorników, owczarza z 45 owcami. Z części należącej do szlachcica Mikołaja Rybińskiego pobrano podatki z 2,5 łana osiadłego i 1/4 łana opuszczonego, a z części Andrzeja Rydzyńskiego z 3/4 łana.
Wieś szlachecka położona była w 1581 roku w powiecie kościańskim województwa poznańskiego w Rzeczypospolitej Obojga Narodów. Wskutek II rozbioru Polski w 1793, miejscowość przeszła pod władanie Prus i jak cała Wielkopolska znalazła się w zaborze pruskim. W XIX wieku Jarogniewice były własnością hrabiego Stefana Żółtowskiego.
W okresie Wielkiego Księstwa Poznańskiego (1815-1848) miejscowość wzmiankowana jako Jarogniewice należała do wsi większych w ówczesnym pruskim powiecie Kosten rejencji poznańskiej. Jarogniewice należały do okręgu czempińskiego tego powiatu i stanowiły odrębny majątek, którego właścicielem był wówczas (1846) Nepomucen Żółtowski. Według spisu urzędowego z 1837 roku Jarogniewice liczyły 480 mieszkańców, którzy zamieszkiwali 49 dymów (domostw).
W mogiłach na północ od wsi spoczywają zamordowani przez hitlerowców chorzy psychicznie z zakładu w Kościanie i przywiezieni z innych części Rzeszy oraz kilkudziesięciu starców.
W latach 1975–1998 miejscowość administracyjnie należała do województwa poznańskiego.
Urodził się tu Marceli Teodor Żółtowski (ur. 18 czerwca 1900, zm. 30 kwietnia 1940 w Katyniu) – porucznik rezerwy Wojska Polskiego, uczestnik wojny polsko-bolszewickiej, kawaler Orderu Virtuti Militari, ofiara zbrodni katyńskiej.

## Zabytki
W Jarogniewicach zachował się zabytkowy zespół pałacowo-folwarczny z końca XVIII i XIX wieku. Składają się nań klasycystyczny pałac z 1790-1792, przebudowany w 1870 lub 1893, a także oficyna i park z XVIII wieku o pow. 4,8 ha z domkiem ogrodnika w stylu neogotyckim. Ochronie podlegają również obora i budynek gospodarczy.

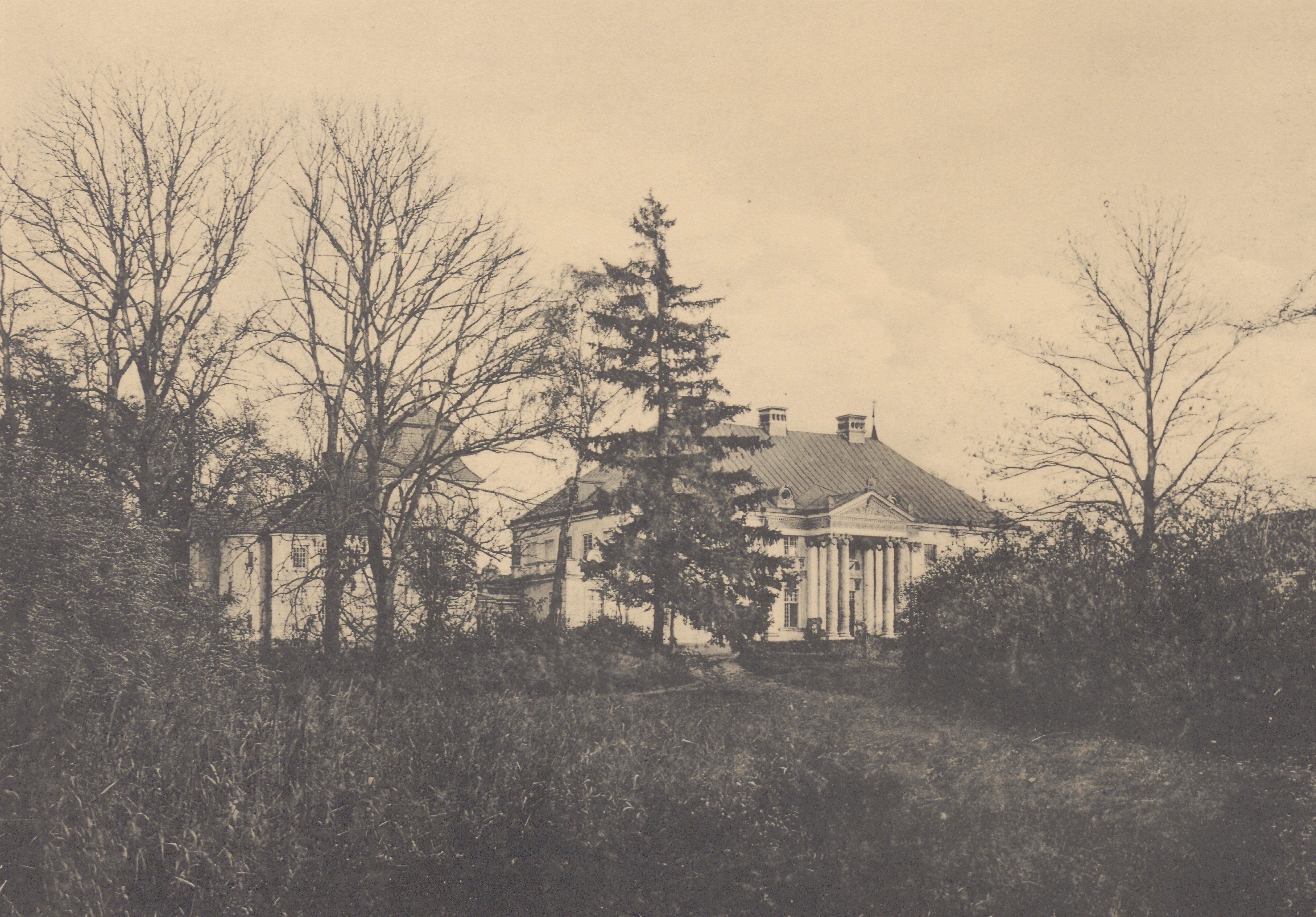
Widok pałacu przed 1912

## Turystyka
Przez wieś przebiega żółty pieszy szlak turystyczny.